# Venere e Cupido con due satiri in un paesaggio
Venere e Cupido con due satri in un paesaggio è un dipinto del pittore Simone Peterzano, eseguito con la tecnica dell'olio su tela, conservato nella pinacoteca di Brera milanese.

## Storia
Del dipinto, uno dei pochi a carattere profano dell'artista, non vi sono fonti certe circa la sua datazione e la committenza, la tela fu, infatti, rinvenuta solo nel 1989 in una collezione privata francese, e attribuita al Peterzano dalla critica Mina Gregori, e proprio la rarità della raffigurazione di arte profana, che portò a importanti cambiamenti nello studio delle opere dell'artista. L'opera fu poi ospitata nella mostra dell'anno successivo della galleria Pietro Corsini a New York, e presentata alla Fiera dell'Antiquariato di Milano dove fu oggetto d'attenzione da parte della pinacoteca di Brera e acquistata dallo stato perché fosse ospitata nelle collezioni milanesi. La tela è stata esposta nel 2020 nella mostra presso l'Accademia Carrara di Bergamo dedicata allo studio delle opere che collegano Peterzano con il maestro Tiziano e il suo allievo Caravaggio, evidenziando il cammino artistico dell'artista bergamasco, che dall'arte veneziana passò a quella milanese dove divenne dal 1584 al 1588 maestro di Caravaggio.
Il suo amico nonché pittore Giovanni Paolo Lomazzo non ha mai scritto riferimenti a quest'opera di cui non vi sono disegni preparatori, se non si considera la citazione a un dipinto descritto come: Venere che dorme , e due satiri intorno che le scoprono le parti più occulte e altri satiri che mangiano uva et ridono come ubriachi. La tela è considerata uno dei primi dipinti realizzati dall'artista arrivato a Milano, eseguita prima dell'unico altro lavoro profano: Angelica e Medoro, avvicinandosi alle opere e alla cultura leonardesca mostrando la sua attenzione e lo studio alle opere dei più importanti maestri.

## Descrizione e stile
(Pinacoteca di Brera. Firma d'autore: Lisa Hilton)

Venere del Pardo - Tiziano

La tela raffigura Venere nuda dormiente sdraiata accanto al figlio Cupido, il quale sta preparando l'arco strumento con il quale lancia i dardi d'amore. La dea è distesa su alcuni drappi che si sovrappongono dai colori rosa e azzurro intenso, appoggiati su di un fondo erboso. I due satiri sono raffigurati sul lato destro della tela, in atteggiamento lussurioso volendo insidiarla. La scena si svolge in un paesaggio lussureggiante; la dea è luminosa nel suo pallore in contrapposizione con i colori scuri dei due satiri riconoscibili dalle orecchie allungate e le zampe caprine. Il primo, raffigurato quasi centrale, si volge verso la donna sollevando un lembo del lenzuolo che la copriva, mentre il secondo pone ai suoi piedi frutta tra cui il melograno. Lontane appaiono le montagne azzurre, forse, a ricordo delle montagne bergamasche, che finiscono nella luce dorata del tramonto.
Il soggetto raffigurato presenta una intensa carica erotica, volendo celebrare i piaceri dell'amore carnale e in un contesto naturalistico che protegge la scena rendendola intima. Interessante è la natura morta posta sul prato ai piedi della dea dove primeggiano alcune melagrane simbolo di fertilità e prosperità, ma anche di passione, che si uniscono con l'immagine della dea. Il dipinto presenta assonanze con la Venere con Cupido e suonatore di organo e la Venere del Pardo di Tiziano, questo voleva documentare la mostra bergamasca del 2020, e proprio nello studio dei colori che Peterzano riprende l'arte veneta avvicinandosi a Tiziano e al Tintoretto con il contrasto dal pallore della dea e i colori caldi e accesi dei due satiri. Particolare attenzione l'artista ha dedicato anche alla natura facendo una minuziosa descrizione dell'erbetta e dell fronde del bosco. Questa particolare attenzione alla natura e in particolare alla natura morta posta ai piedi di Venere riporta al Caravvio e alla sua natura morta, confermando quando era stato messo in dubbio dal critico Roberto Longhi circa il periodo di alunnato del giovane Caravaggio presso il Peterzano.
Il dipinto si ricollega con la pittura profana mitologica iniziata dal Giorgione e proseguita da Tiziano che aveva avuto grande successo a Venezia.